# Mud Will Be Flung Tonight
Mud Will Be Flung Tonight è un album dal vivo della cantante statunitense Bette Midler, pubblicato nel 1985.

## Tracce
Tutte le tracce sono di Bette Midler, eccetto dove indicato.

Side A
1. Taking Aim - 5:09
2. Fit Or Fat 'Fat As I Am' (Bette Midler, Jerry Blatt, Marc Shaiman) - 3:10
3. Marriage, Movies, Madonna and Mick - 6:39
4. Vickie Eydie / I'm Singing Broadway (Bette Midler, Jerry Blatt) - 4:44

Side B
1. Coping - 1:40
2. The Unfettered Boob - 2:58
3. Otto Titsling (Bette Midler, Jerry Blatt, Charlene Seeger) - 4:20
4. Why Bother? - 6:44
5. Soph - 4:32